# Distrito Malargüe
El Distrito Malargüe es uno de los cuatro distritos del departamento Malargüe, provincia de Mendoza, Argentina, abarcando el sector noroeste del mismo. 
Debido a que incluye la ciudad de Malargüe, es el distrito más poblado del departamento.

## Geografía

### Localidades
Sus principales localidades y parajes son, además de la ya nombrada capital departamental, Los Molles, La Junta y La Valenciana. En su territorio se encuentra también el centro de deportes de invierno Las Leñas, así como muchos otros importantes atractivos turísticos: Pozo de las ánimas, Laguna de la Niña encantada, Castillos de Pincheira, Valle Hermoso, etc.

### Población
Según el INDEC en 2001 tenía 20.366 habitantes, de los cuales 10.180 eran varones y 10.156 mujeres.

### Sismicidad
La sismicidad del área de Cuyo (centro oeste de Argentina) es frecuente y de intensidad baja, y un silencio sísmico de terremotos medios a graves cada 20 años.
Sismo de 1861aunque dicha actividad geológica catastrófica, ocurre desde épocas prehistóricas, el terremoto del 20 de marzo de 1861 (163 años) señaló un hito importante dentro de la historia de eventos sísmicos argentinos ya que fue el más fuerte registrado y documentado en el país. A partir del mismo la política de los sucesivos gobiernos mendocinos y municipales han ido extremando cuidados y restringiendo los códigos de construcción. Y con el terremoto de San Juan de 1944 del 15 de enero de 1944 (81 años) el gobierno sanjuanino tomó estado de la enorme gravedad sísmica de la región.
Sismo del sur de Mendoza de 1929muy grave, y al no haber desarrollado ninguna medida preventiva, mató a 30 habitantes
Sismo de 1985fue otro episodio grave, de 9 s de duración, derrumbando el viejo Hospital del Carmen de Godoy Cruz.

## Accidente delVuelo 571 de la Fuerza Aérea Uruguaya
En cuanto a divisiones políticas se refiere,  este distrito ubica cerca del lugar del accidente del vuelo, en el Departamento de San Rafael. Lo que es una grandísima atracción turística en el departamento de San Rafael.